# Egas Gondesendes I de Baião
Egas Gondesendes I de Baião foi um fidalgo, Rico-Homem e cavaleiro medieval português da casa de Baião. 

## Biografia
Egas era provavelmente filho de Gondesendo Arualdes de Baião, vigário portugalense no tempo de Fernando I de Leão, e Ledegúndia Guterres (filha do conde Guterre Afonso, magnate da cúria leonesa. 
Em 1059 exercia cargos tenenciais nas terras ribadurienses de Baião e Penaguião, herdados do pai, que os terá recebido de Afonso V de Leão e/ou do filho deste, Bermudo III de Leão..

## Matrimónio e descendência
Egas casou a dada altura com uma senhora de nome desconhecido, e dela teve a seguinte descendência:
1. Gondesendo Viegas de Baião, sucessor do pai na chefia da família[2];
2. Godinho Viegas de Baião[2], casado com Maria Soares de Várzea, filha de Soeiro Guedes e de Ledegúndia Tainha;
3. Sancha Viegas de Baião[2], casada com Mem Fernandes de Bragança, filho de Fernão Mendes de Bragança;